# Kad zamirišu jorgovani
Kad zamirišu jorgovani (на български: Когато замиришат люляците) е песен от албума „Nešto lijepo treba da se desi“ на Дино Мерлин бенд. Албумът е издаден през 1989 г. Песента добива популярност с изпълнението на Мерлин в дует с Весна Змиянац.

## Предистория
Бенда на Мерлин е група от Босна и Херцеговина основана през 1985 г. от Менсур Луткица и Един Дервишхалидович (Дино Мерлин) и съществувала до 1990 г. До 1988 година нямат издаден албум, но излиза „Йорговани“ с Весна, която е включена в нейния албум „Istina“. Членове са Дино Мерлин (вокал), Менсур Луткица (клавир), Амир Бжеланович Тула (китара), Джафер Сарачевич Джаф (ударни) и Енвер Миличич Мили (бас китара).

## Римейк
По случай на тридесет годишнината на песента е обявено намерение за осъществяване на ново изпълнение с модерен аранжимент и обновен текст на хита. Изпълнителите, които не са пели заедно от 2000 г. изпълняват „Kad zamirišu jorgovani“ през 2008 година на концерт в Кошево.

## Кавъри
В историята на песента са записани многобройни кавъри от редица изпълнители от Балканския полуостров.